# Partido Democrático de la Mancomunidad
El Partido Democrático de la Mancomunidad fue un partido político en las Bahamas. Se postuló en las elecciones generales de 1982, en las que solo recibió 13 votos sin obtener ningún escaño.